# F. & H. Melen
Die F. & H. Melen Ltd. war ein britischer Automobilhersteller, der von 1913 bis 1914 in Birmingham ansässig war.
Der Melen war ein Leichtfahrzeug mit wassergekühltem Zweizylinder-Reihenmotor von Alpha mit 1100 cm³ Hubraum, der eine Leistung von 9 bhp (6,6 kW) entwickelte.